# Войтович Олександр Ігорович
Войтович Олександр Ігорович (1971, Львів) — український художник. Відомий оригінальним трактуванням жіночого образу. Портрет та оголена натура — основна тема його творчості.

## Біографія
Олександр Войтович здобув освіту у Львівському державному коледжі декоративного і ужиткового мистецтва імені Івана Труша та Львівській академії мистецтв. Дипломна робота на тему "Музи", керівник професор І.Боднар
1994 Участь у виставці молодих художників «Одна для всіх», Національний музей у Львові імені Андрея Шептицького

1995-1996 Міжнародні пленери, Будапешт

1997-2000 Закарпатський художній музей ім. Й.Бокшая, Ужгород

1998 «Мистецтво на зламі тисячоліть», Музей етнографії та художнього промислу НАН України, Львів

1999 Перший авторський проєкт «Inspiratio» з артгрупою «Поліхромія»;— візуальне проникнення у минуле та трансформація таємного у сучасне. Проєкт викликав ажіотаж та неоднозначні відгуки, Культурно-мистецький центр Дзиґа (об'єднання), Львів 

2000 Лауреат осіннього салону «Високий замок» за диптих «Об'єктивна реальність» у співавторстві з Іванкою Войтович, Львівський палац мистецтв
- Виставка львівського портрету «Персона», Львівський палац мистецтв

2001 Персональна виставка «Capriccio…» — гротесковий еротизм на тлі галицького консерватизму, галерея «Гердан», Львів

2002-2004 Участь у виставках в Іспанії -
- Благодійний проєкт «Originales Solidarios», Барселона-Валенсія
- Персональна виставка, La Galeria de Soledad Arroyo Gill, Толедо
- Centro Municipal de las Artes de Alcorcon, Мадрид
- Galeria Nova Rua, Луґо (Іспанія)
- I PREMIO INTERNACIONAL de ARTES PLASTICAS «Aires de Cordoba»[3], премія в номінації рисунок та персональна виставка в галереї «Aires de Cordoba», Кордова

2003 Персональна виставка «Жіночі примхи», Будапешт , Угорщина
- «Абсент та відсутність — солодкий смак декадансу», галерея «Совіарт», Київ

2003-2006 Участь у виставках в Польщі
- «Lemkowskie Jeruzalem», Горлиці — Краків — Вроцлав
- Міжнародне трієнале живопису «Срібний квадрат», Перемишль
- «Lwowskie klimaty», галереї BWA, Кельці — Островець Св. — Сандомир
- Створення колекції з творів Іванки та Олександра Войтович для культової кав'ярні Львова «Світ кави»

2004 Виставка еротичного мистецтва «Яблуко від Єви», галерея «Ужгород»
- Угорський артпроєкт в Minoritenkloster, Туллн, Австрія

2005 PREMIO WEB COLOR 2005, відзнака в номінації живопис, галерея «Kleinos», Італія
- Проєкт галереї старовини «Три корони», Львів — Київ

2006 Спільно з поетом Олександр Гаврош видання поетичної збірки «Тіло лучниці», що стало спробою витворити міф ідеальної жінки шляхом синтезу поезії та живопису

2006-2009 Серія персональних артпроєктів
- «Алегорія в обцасах», галерея «Зелена канапа», Львів
- «EKCTAZ. Вихід за межі повсякденності» [4]— звернення до ідеї сакральності тіла що переживає екстаз та спроба зрозуміти природу екстазу, Музей Ідей, Львів
- «Salome і не тільки …», Київський академічний Молодий театр[5]
- «Шляхетні розваги в десяти портретах»[6] - пошук ідеального жіночого образу через шляхетну приналежність, Музей Ідей, Львів
- «Львівські штучки», галерея «Срібні дзвони», Київ

2007-2008 Ідея та організація еротичних артпроєктів «Приборкання Ероса» - чоловічий і жіночий формат, галерея «Зелена канапа», Львів
- «Гротеск у сучасному мистецтві», Музей етнографії та художнього промислу НАН України, Львів
- «Мій Львів», Центр міської історії Центрально-Східної Європи, Львів
- «Арт — Київ», Український дім, Київ

2009 Відкриття власної галереї «Art Atelier Voytovych» у Львові де представлені колекції живопису, рисунку та декорів від Іванки та Олександра Войтович
- Виставка сучасного українського мистецтва у Бухаресті[7], Посольство України, Румунія
- «НюАнс», Львівський палац мистецтв

2009-2010 Пленери в Угорщині, Балатонфелдвар та Вац

2010 Персональні виставки 
- «KavART», кав'ярня «Світ кави», Львів
- «Таємний портрет», Art Atelier Voytovych, Львів
- "Спокуса святого Антонія", галерея "Зелена канапа", Львів
- "Coffee woman", в рамках проєкту «KavART», кав'ярня «Світ кави», Львів

## Роботи
- Споглядання
- Зоряна Кушплер у Львові
- Метафізика Декарта